# Никола Мартиноски (галерия)
„Никола Мартиноски“ (на македонска литературна норма: Галерија „Никола Мартиноски“) е художествена галерия и етнографски музей в гр. Крушево, Северна Македония.
Експозицията се помещава в дома на художника Никола Мартиноски. Творчеството и дома си той подарява на града през 1968 г.